# Lionello Puppi
Lionello Puppi (Belluno, 22 dicembre 1931 – Treviso, 15 settembre 2018) è stato uno storico dell'arte e politico italiano.

## Biografia
Professore associato di Discipline storiche dell'arte (1971-1973) e quindi ordinario di Storia dell'architettura e dell'urbanistica (1974-1990) all'università di Padova, fu inoltre direttore dell'Istituto di Storia dell'arte (1974-1977) e della Scuola di Perfezionamento in Storia dell'arte (1972-1973) presso lo stesso ateneo.
Successivamente passò all'università Ca' Foscari di Venezia come professore ordinario di Storia dell'arte moderna (1991-1997), di Iconologia e iconografia (1992-1996), divenendone quindi direttore del Dipartimento di Storia e critica della arti (1994-1997) e presidente del corso di laurea di Conservazione dei beni culturali (1992-1994 e 1998-2000). Dal 2005 era professore emerito di Metodologia della storia dell'arte, sempre a Ca' Foscari.
Produsse un migliaio di pubblicazioni sull'arte europea e dell'America Latina dal XIII al XX secolo, con particolare riguardo al Rinascimento veneto. Fu membro del Comitato scientifico del Centro Internazionale di Studi di architettura "A. Palladio" di Vicenza.
Svolse anche un'esperienza politica nel PCI: sedette in Senato tra il 17 aprile 1985 e il 1º luglio 1987, subentrando al defunto Antonino Papalia.

## Filmografia

### Attore
- Palladio (2019)